# Nhân vật chính thứ ba
Nhân vật chính thứ ba (tiếng Anh: tritagonist; tiếng Hy Lạp cổ: τριταγωνιστής) hay nhân vật thứ chính, là nhân vật quan trọng thứ ba trong một câu chuyện sau nhân vật chính và nhân vật phó chính. Đồng thời nhân vật thứ chính cũng có vai trò quan trọng hơn các nhân vật phụ và nhân vật quần chúng. Trong kịch Hy Lạp cổ, nhân vật chính thứ ba là thành viên thứ ba của đoàn diễn xuất.
Với tư cách là một nhân vật quan trọng, nhân vật thứ chính thường đóng vai trò là kẻ chủ mưu hoặc là nguyên nhân gây ra những thử thách, đau khổ cho nhân vật chính và thường sẽ về cùng phe với nhân vật chính sau khi trải qua nhiều sự kiện. Hoặc đơn giản là nhân vật nữ chính của câu chuyện nếu nhân vật chính và phó chính đều là nam.

## Các nhân vật thứ chính nổi tiếng
- Haruno Sakura (Naruto).[1]
- Kugisaki Nobara (Chú thuật hồi chiến!).[2]
- Hamazura Shiage (Cấm thư ma thuật Index).